# Hypochrysops mioswara
Hypochrysops mioswara är en fjärilsart som beskrevs av Bethune-Baker 1913. Hypochrysops mioswara ingår i släktet Hypochrysops och familjen juvelvingar. Inga underarter finns listade i Catalogue of Life.